# La bemoll menor
La bemoll menor (també La♭m en la notació europea i A♭m en la notació americana) és la tonalitat que té l'escala menor a partir de la nota la♭. Així, la seva escala està constituïda per les notes la♭, si♭, do♭, re♭, mi♭, fa♭ i sol♭. La seva armadura té set bemolls, és a dir, totes les notes. La seva tonalitat relativa és la de do bemoll major, i la tonalitat homònima és la bemoll major. El seu equivalent enharmònic és sol sostingut menor.
Si bé la bemoll menor apareix en les modulacions, és molt poc usada com a tonalitat principal d'una obra musical. En l'obra de Frédéric Chopin, l'única en la bemoll menor és el Vals, opus 42. Més utilitzada és el seu equivalent enharmònic, sol sostingut menor.

## Obresclàssiquesfamoses
- Chopin: Vals per a piano, op. 42.
- Marxa fúnebre de la Sonata para piano núm. 12, op. 26 - Beethoven

## Cançons pop conegudes
- Until it sleeps - Metallica (es toca en la menor natural, amb una afinació dels instruments de corda mig to per sota.[1])
- Industrial Revolution Overture - Jean Michel Jarre
- Hit the road, Jack - Ray Charles